# Torneo de las Tres Naciones 2020
El Torneo de las Tres Naciones 2020 fue la decimoséptima edición del Torneo de las Tres Naciones/The Rugby Championship, que organizó la SANZAAR entre las selecciones de rugby más destacadas del Hemisferio sur. Excepcionalmente, debido a la pandemia de COVID-19, la SANZAAR decidió que todos los partidos debían disputarse en Australia, dentro de ámbitos organizados como «burbujas sanitarias» para mantener aislados a los jugadores y demás acompañantes. El torneo fue disputado por las selecciones de rugby de Argentina, Australia y Nueva Zelanda. Por primera vez en la historia del torneo, Sudáfrica decidió no participar, debido a la imposibilidad de prepararse adecuadamente como consecuencia de la pandemia.
Inicialmente el torneo estaba planificado para comenzar el 8 de agosto y terminar el 26 de septiembre, pero debido a la pandemia fue postergado de modo que finalmente se disputó entre el 31 de octubre y el 5 de diciembre, en los estados australianos de Queensland y New South Wales.

## Modo de disputa
El torneo fue disputado con el sistema de todos contra todos. Cada partido duró 80 minutos divididos en dos partes de 40 minutos.
Los cuatro participantes se agruparon en una tabla general teniendo en cuenta los resultados de los partidos mediante un sistema de puntuación, la cual se repartió:
- 4 puntos por victoria.
- 2 puntos por empate.
- 0 puntos por derrota.

También se otorgó punto bonus, ofensivo y defensivo:
- El punto bonus ofensivo se obtendría al marcar tres (3) o más tries.
- El punto bonus defensivo se obtendría al perder por una diferencia de siete (7) puntos o menos que el oponente.

Para determinar la posición de cada equipo, se utilizó la cantidad de puntos obtenidos y en el caso de que existiese un empate en puntos, la posición se determinaría a favor de aquel equipo que cumpliese con el siguiente listado, y de no existir diferencia, la posición se sortearía.
1. Más cantidad de victorias obtenidas.
2. Más cantidad de victorias contra el otro equipo en cuestión.
3. Mayor diferencia de puntos (puntos a favor menos puntos en contra).
4. Mayor diferencia de puntos (puntos a favor menos puntos en contra) en los partidos entre ambos equipos.
5. Mayor cantidad de tries anotados en la competencia.

## Equipos participantes
| Argentina | Australia | Nueva Zelanda |
| --------- | --------- | ------------- |
| Pumas     | Wallabies | All Blacks    |

## Tabla de posiciones
| Pos. | Equipo        | Encuentros | Encuentros | Encuentros | Encuentros | Tantos | Tantos | Tantos | Bonus | Bonus | Puntos |
| Pos. | Equipo        | PJ         | PG         | PE         | PP         | F      | C      | Dif    | BO    | BD    | Puntos |
| ---- | ------------- | ---------- | ---------- | ---------- | ---------- | ------ | ------ | ------ | ----- | ----- | ------ |
| 1    | Nueva Zelanda | 4          | 2          | 0          | 2          | 118    | 54     | +64    | 2     | 1     | 11     |
| 2    | Argentina     | 4          | 1          | 2          | 1          | 56     | 84     | -28    | 0     | 0     | 8      |
| 3    | Australia     | 4          | 1          | 2          | 1          | 60     | 96     | -36    | 0     | 0     | 8      |

## Resultados
BO: Punto de bonificación ofensivo.
BD: Punto de bonificación defensivo.

### Primera jornada
| 31 de octubre, 19:45h (UTC+11) | Australia | 5 - 43 BO | Nueva Zelanda | ANZ Stadium, Sídney |  |
| |           | Reporte   |               |                     |  |
| Inicialmente el partido estaba planificado para el 15 de agosto en Wellington, Nueva Zelanda, pero fue pospuesto por la pandemia de coronavirus. |           |           |               |                     |  |

### Segundo jornada
| 7 de noviembre, 19:45h (UTC+11) | Australia | 24 - 22 BD | Nueva Zelanda | Suncorp Stadium, Brisbane |  |
| |           | Reporte    |               |                           |  |
| Inicialmente el partido estaba programado para el 8 de agosto en Melbourne, Australia, pero fue pospuesto por la pandemia de coronavirus. |           |            |               |                           |  |

### Tercera jornada
| 14 de noviembre, 17:10h (UTC+11) | Nueva Zelanda | 15 - 25 | Argentina | Bankwest Stadium, Sídney |  |
| |               | Reporte |           |                          |  |
| Inicialmente el partido estaba programado para el 29 de agosto en Hamilton, Nueva Zelanda, pero fue pospuesto por la pandemia de coronavirus. Primer triunfo en la historia de Argentina sobre Nueva Zelanda. |               |         |           |                          |  |

### Cuarta jornada
| 21 de noviembre, 19:45h (UTC+11) | Argentina | 15 - 15 | Australia | McDonald Jones Stadium, Newcastle |  |
| |           | Reporte |           |                                   |  |
| Inicialmente el partido estaba programado para el 26 de septiembre en Buenos Aires, Argentina, pero fue pospuesto por la pandemia de coronavirus. |           |         |           |                                   |  |

### Quinta jornada
| 28 de noviembre, 19:45h (UTC+11) | Argentina | 0 - 38 BO | Nueva Zelanda | McDonald Jones Stadium, Newcastle |  |
| |           | Reporte   |               |                                   |  |
| Inicialmente el partido estaba programado para el 19 de septiembre en Mendoza, Argentina, pero fue pospuesto por la pandemia de coronavirus. |           |           |               |                                   |  |

### Sexta jornada
| 5 de diciembre, 19:45h (UTC+11) | Australia | 16 - 16 | Argentina | Bankwest Stadium, Sídney |  |
| |           | Reporte |           |                          |  |
| Inicialmente el partido estaba programado para el 5 de septiembre en Newcastle, Australia, pero fue pospuesto por la pandemia de coronavirus. |           |         |           |                          |  |

| Bandera de Nueva Zelanda |
| Campeón Nueva Zelanda    |
| Décimo séptimo título    |